# Chez les Flamands
Chez les Flamands est un roman policier de Georges Simenon publié en mars 1932 faisant partie de la série des Maigret. Simenon écrit ce roman aux Roches Grises, Cap d'Antibes (Alpes-Maritimes), en janvier-février 1932.
Le roman se déroule à Givet, à la frontière franco-belge, ainsi qu'à Namur et à Paris (rue Poissonnière) pour le dernier chapitre, dans les années 1930. L'enquête dure quatre jours et se déroule en janvier.

## Personnages
- Anna Peeters : Belge (Flamande) s’occupe de l’épicerie familiale avec sa mère, célibataire.
- Joseph : frère d’Anna Peeters, étudiant en droit à Nancy.
- Maria : sa sœur, institutrice à Namur, au couvent des Ursulines.
- Mme Peeters : leur mère.
- Germaine Piedboeuf : la victime maîtresse de Joseph, dont elle a un enfant.
- Gérard : frère de Germaine, ancien amant d’Anna, employé.
- Marguerite Van de Weert : cousine des Peeters et fiancée de Joseph.

## Résumé

### Mise en place de l'intrigue

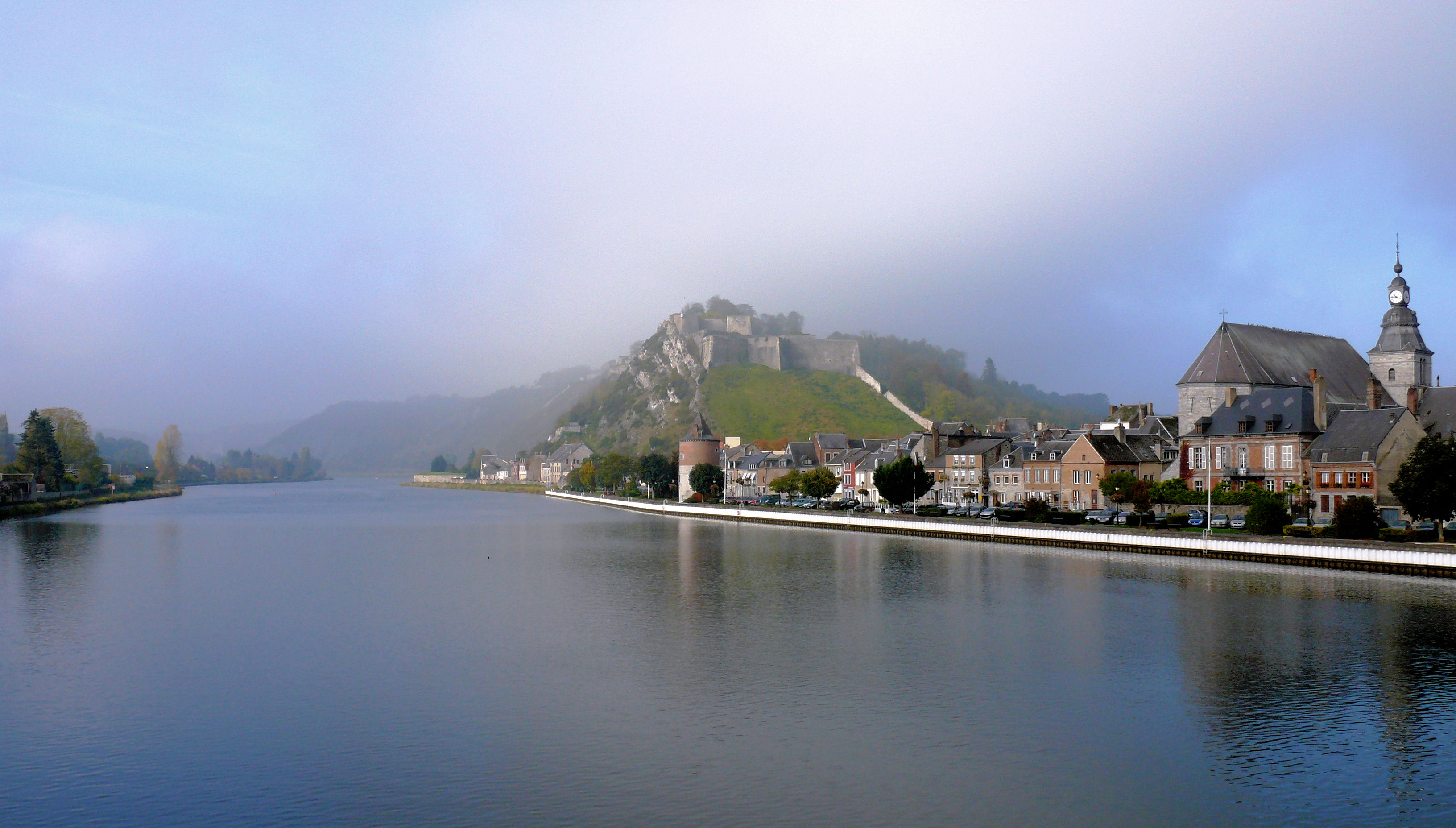
Vue de la Meuse à Givet.

Maigret a accepté, à titre privé, d'aider les Peeters à se sortir du mauvais pas où ils se trouvent.
Voici les données de l'affaire, telles qu'il les apprend d'Anna, la jeune fille qui a sollicité sa collaboration : tout Givet accuse la famille Peeters « les Flamands », commerçants aisés mais détestés, qui tiennent une petite épicerie où viennent boire les mariniers – d'avoir fait disparaître Germaine Piedbœuf, la fille d'un veilleur de nuit, dont Joseph Peeters a eu un enfant. On avance comme motif le fait que Germaine était un obstacle au mariage projeté entre Marguerite, la fille du docteur Van de Weert, et Joseph.

### Enquête policière
Les premières recherches de Maigret n'aboutissent à rien. En fait, tout semble disculper les Peeters, famille aussi fière que probe et courageuse. Seul l'étonne le caractère trouble de Joseph, que tout le monde idolâtre chez les Flamands. Entre-temps, on repêche dans la Meuse le corps de Germaine, le crâne défoncé à coups de marteau. Un marinier aux mœurs et aux agissements louches prétend avoir vu les Peeters jeter, une nuit, un objet encombrant dans la Meuse. Mais au cours d'une visite dans son bateau, Maigret découvre le marteau qui a servi au crime et le manteau de la victime. Cependant, Maigret ne l'arrête pas : de plus en plus, il est intrigué par le comportement d'Anna, qui garde toujours la même impassibilité et le même contrôle de soi.

### Dénouement et révélations finales
La fuite précipitée du marinier, destinée à attirer sur lui les soupçons, permet à Maigret d'y voir clair. Il sait maintenant qu'Anna est la meurtrière ; que, dans l'admiration presque incestueuse qu'elle voue à son frère, c'est elle qui a décidé de supprimer Germaine, afin que son frère ne mette pas à exécution son projet de se suicider, si jamais il lui fallait l'épouser. Pourtant, contre toute attente, Maigret n'arrête pas Anna. Les soupçons continueront à peser sur le marinier en fuite, dont on ne retrouvera d'ailleurs pas la trace. Quant à Anna, elle quittera définitivement les siens, pour commencer une nouvelle vie à Paris, dans un bureau d'exportation.

## Éditions
- Édition originale : Fayard 1932
- Tout Simenon, tome 17, Omnibus, 2003  (ISBN 978-2-258-06102-6)
- Livre de poche, n° 35056  (ISBN 978-2-253-12493-1)
- Tout Maigret, tome 2, Omnibus, 2019  (ISBN 978-2-258-15043-0)

## Adaptations

### Audiovisuel
- The Flemish Shop, téléfilm anglais d'Eric Tayler, avec Rupert Davies, diffusé en 1963.
- Maigret chez les Flamands, téléfilm français de Jean-Paul Sassy, avec Jean Richard, diffusé en 1976.
- Maigret chez les Flamands, téléfilm franco-belge de Serge Leroy, avec Bruno Cremer, diffusé en 1992.

### Bande dessinée
- Maigret chez les Flamands, Lefrancq, 1994
Scénario : Odile Reynaud - Dessin : Frank Brichau

## Source bibliographique
- Maurice Piron, Michel Lemoine, L'Univers de Simenon, guide des romans et nouvelles (1931-1972) de Georges Simenon, Presses de la Cité, 1983, p. 282-283  (ISBN 978-2-258-01152-6)